# Ernst Christoph von Buggenhagen
Ernst Christoph von Buggenhagen (* 9. Januar 1753 in Buggenhagen; † 19. Oktober 1816 ebenda) war Jurist, Landrat in Schwedisch-Pommern und Kurator der Universität Greifswald.

## Leben
Der Sohn des Jürgen Ernst von Buggenhagen (1715–1784) und der Anna Johanna von Buggenhagen († 1789), Tochter des Balzer Detlof von Buggenhagen († 1746) und dessen Ehefrau Sophia Christiana von Paulsen, wurde von Hauslehrern unterrichtet. Er studierte ab 1770 oder 1771 an der Universität Greifswald, wo ihn besonders die Vorlesungen des Mathematikers Lampert Hinrich Röhl interessierten. Von 1773 bis 1775 studierte er an der Universität Göttingen. 1782 durchreiste er Sachsen, wobei er alle dort gelegenen landwirtschaftlichen Institute besuchte und die persönliche Bekanntschaft des Agrarreformers Johann Christian Schubart machte.
Nach dem Tod des Vaters 1784 übernahm er die Verwaltung des Gutes Buggenhagen und vergrößerte seinen Besitz durch den Kauf der Güter Klotzow und Wangelkow von August Wilhelm von Mellin.
Er wurde Deputierter der Ritterschaft und königlich-schwedischer Landrat. Gustav IV. Adolf von Schweden ernannte ihn zum Kommandeur des Wasaordens. Er war Kurator der Universität in Greifswald, wo er Anfang des 19. Jahrhunderts mehrere Jahre wohnte. Außerdem war er Mitglied der Mecklenburgischen Landwirthschafts-Gesellschaft.
Beim Übergang Schwedisch-Pommerns an Preußen 1815 war Ernst Christoph von Buggenhagen Führer der gesamten Ritterschaft Neuvorpommerns bei der Huldigung gegenüber dem preußischen König Friedrich Wilhelm III.
Seine Ehe mit Carolina Eleonora von Mecklenburg († 26. April 1834) blieb ohne Erben. 1815 verfügte er testamentarisch die Bildung von drei Fideikommissen. Den Besitz übernahm nach seinem Tod 1816 Ernst Friedrich Bernhardt von Buggenhagen (1764–1823).

## Schriften
- Beyträge zur Aufnahme der Landwirthschaft in Schwedisch-Pommern, in Rücksicht auf leichte Felder, größtentheils nach eigenen Erfahrungen. Rostock 1803.